# Đạo đức kinh doanh
Đạo đức kinh doanh là một tập hợp các nguyên tắc, chuẩn mực có tác dụng điều chỉnh, đánh giá, hướng dẫn và kiểm soát hành vi của các chủ thể kinh doanh. Đạo đức kinh doanh chính là phạm trù đạo đức được  vận dụng vào hoạt động kinh doanh. Đạo đức không phải mơ hồ, nó thực sự gắn liền với lợi ích kinh doanh.

## Từ nguyên
Thuật ngữ đạo đức kinh doanh; được dùng trong rất nhiều trường hợp và lịch sử của nó thay đổi tùy theo những vấn đề liên quan nào sẽ được bàn thảo. Lịch sử này cũng thay đổi phần nào tùy theo quan điểm người viết trong từng trường hợp cá biệt, cũng như tùy theo quan điểm của sử gia về quan niệm đạo đức. Ý nghĩa đầu tiên của thuật ngữ ngày liên quan đến giai đoạn từ khoảng chừng đầu thập niên 1970. Khi thuật ngữ này được dùng rộng rãi trong giới truyền thông và công chúng, nó thường trở thành đồng nghĩa với những vụ bê bối trong doanh nghiệp hay tổng quát hơn, có thể cho là  những luật lệ trong kinh doanh  Bằng ý nghĩa rộng này, lịch sử của chữ đạo đức kinh doanh trở về cái nguồn gốc của chữ kinh doanh, là những trao đổi thương mại và sau này cũng có nghĩa là những hệ thống kinh tế.

## Khái quát
Đạo đức kinh doanh có tính đặc thù của hoạt động kinh doanh do hoạt động gắn liền với các lợi ích kinh tế, vì thế khía cạnh thể hiện trong ứng xử về đạo đức không hoàn toàn giống các hoạt động khác: Tính thực dụng, sự coi trọng hiệu quả kinh tế là những đức tính tốt của giới kinh doanh nhưng nếu áp dụng sang các lĩnh vực khác như giáo dục, y tế... hoặc sang các quan hệ xã hội khác như vợ chồng, cha mẹ con cái thì đó lại là những thói xấu bị xã hội phê phán. Song cần lưu ý rằng đạo đức kinh doanh vẫn luôn phải chịu sự chi phối bởi một hệ giá trị và chuẩn mực đạo đức xã hội chung.

## Cơ sở của đạo đức kinh doanh
Đạo đức kinh doanh được đề xuất nhằm tạo ra sự cân bằng xã hội, giúp bảo vệ quyền lợi của số đông người lao động.

### Chủ nghĩa xã hội không tưởng
Xuất hiện từ thế kỉ XIX, phổ biến tại Pháp, đi đầu trong việc thực hiện là các nhà tư sản Thomas Moore, Saint-Siiimmson, Robert Owen,...
Trong xí nghiệp của các nhà tư sản này, quyền lợi của quần chúng lao động được bảo vệ. Quy định áp dụng 8 giờ lao động mỗi ngày, có chế độ tăng ca, nghỉ lễ,...
Người lao động trong các xí nghiệp được đề cao quyền lợi, và có trách nhiệm với những công việc họ thực hiện.

## Các ví dụ
Đạo đức kinh doanh được các nhà kinh tế học nhìn thấy trong hai tình huống chung:
Loại một là phi đạo đức trong kinh doanh: Một doanh nhân Việt kiều về Việt Nam làm ăn, do không thể đứng tên công ty, đã nhờ một người bạn chí cốt đứng tên giùm và cho hùn một phần vốn vào đó. Thời gian sau, công ty ăn nên làm ra, người bạn chí cốt vì mê tiền và danh vọng nên đã tìm cách hất luôn người chủ thật sự của công ty ra khỏi doanh nghiệp.
Hai người góp vốn làm ăn chung. Lợi dụng sự cả tin của đối tác, một người đưa người thân vào những vị trí then chốt và lén lút rút bớt lợi nhuận của doanh nghiệp. Loại hai là cạnh tranh không lành mạnh với đối thủ. Có doanh nghiệp nhờ vào thế chính trị, hay quen biết, tìm cách không cho công ty có cùng ngành nghề thành lập, hay triển khai sản phẩm mới. Có doanh nhân tìm cách làm hỏng sản phẩm của đối thủ, hoặc thu gom sản phẩm rồi tung tin bất lợi về đối thủ. Có doanh nghiệp gài người hoặc thâm nhập vào hệ thống máy tính của đối thủ để lấy cắp thông tin. Có doanh nhân lợi dụng sự quản lý lỏng lẻo của các cơ quan chức năng, sao chép, làm nhái 100% sản phẩm của người khác và dán mác của mình lên.

## Các nguyên tắc của đạo đức kinh doanh
- Giao dịch một cách công bằng,chính trực.
- Định giá bán sản phẩm&dịch vụ hợp lý,không tuỳ tiện tăng giá,không tăng giá một cách phi lý.
- Phục vụ chu đáo,cung ứng sản phẩm có chất lượng cao.
- Đối đãi,tôn trọng khách hàng như đối tác bình đẳng của tổ chức kinh tế cung ứng sản phẩm&dịch vụ.
- Hãy chân thật trong cả giao tiếp và hành động.
- Duy trì tính liêm khiết cá thể.
- Hãy trung thành khuôn khổ các nguyên tắc đạo đức cổ truyền.
- Thể hiện lòng từ bi và sự quan tâm thật sự đến hạnh phúc của những người khác.
- Xây dựng, bảo vệ, gây dựng uy tín và đạo đức tốt cho bản thân cũng như cho công ty.
- Chịu trách nhiệm với hành động và lời ăn tiếng nói chung.